# Rebecca Yarros
Rebecca Yarros (Washington D. C., 14 de abril de 1981) es una escritora estadounidense, conocida por su saga de libros de fantasía llamada Empíreo, la cual será adaptada en una serie de televisión en Amazon. Yarros se graduó en la Universidad de Troy en la cual se graduó de Historia Europea e Inglés.

## Saga Empíreo
El primer libro de la Saga Empíreo es Alas de Sangre, fue publicado por primera vez en abril de 2023 en Estados Unidos por la editora Red Tower Books y se publicó en España en mayo de este mismo año. En mayo, este libro ocupó la cuarta posición de los Libro.fm. A finales de junio, fue un éxito en ventas con el puesto número uno en Amazon. Además, este libro estuvo durante 65 semanas en la lista de los más vendidos de The New York Times, incluso en la primera posición.
La secuela, Alas de Hierro, fue publicada en noviembre de 2023.En julio de 2023 Waterstones publicó que se convirtió en título más vendido en reservas en la web en un día, la edición especial se agotó en siete horas.
En enero de 2025 se ha publicado el tercer libro de la saga: Alas de Ónix.
Finalmente, Rebecca Yarros explicó que la saga incluirá cinco libros.

## Premios
En 2014, Full Measures fue nominado para el premio Goodreads Choice Award a la autora debutante de Goodreads.
En 2019, Kirkus Reviews incluyó The Last Letter en su lista de los mejores libros del año.
En 2024, Yarros ganó con Alas de Sangre el British Book Award al Libro del Año Pageturner.